# Gui Ier de Choiseul
Gui de Choiseul, né vers 1330 et mort vers 1417, est seigneur de Choiseul, en Champagne, après ses deux frères aînés Jean III de Choiseul et Henri de Choiseul. Il est le fils de Gautier de Choiseul, seigneur de Choiseul, et d'Alix de Nanteuil.

## Biographie
Né vers 1330, Gui de Choiseul est le troisième fils de Gautier de Choiseul, seigneur de Choiseul, et d'Alix de Nanteuil.
À la mort de son père en 1342, ses deux frères aînés Jean III de Choiseul et Henri de Choiseul deviennent seigneurs de Choiseul en commun. Quant à lui, il hérite de l'avouerie de l'abbaye de Morimond, charge qu'il revend par la suite, probablement pour s'acquitter de dettes non-personnelles.
Vers 1350, Henri décède sans postérité et Jean III continue de diriger la seigneurie seul. Mais Jean décède à son tour sans postérité après 1358, laissant la seigneurie à Gui, son dernier frère encore en vie.
En 1383, il combat sous les ordres du duc de Bourgogne lors de la campagne de Flandre contre les Gantois.
En 1393, il fait partie des cautions de Marguerite de Joinville, comtesse de Vaudémont et de Genève, lors d'un traité avec le pape Clément VII, frère de son mari le comte de Genève qui vient de décéder.
En 1413, il reconnait tenir du duc de Bourgogne les terres de Meuvy, de Vaux-sous-Clefmont, de Bassoncourt de de Merrey qui sont une enclave bourguignonne et Champagne.

## Mariage et enfants
Vers 1361, il épouse Jeanne de Joigny, fille de Jean de Noyers, comte de Joigny, et de sa première épouse Jeanne de Joinville, dont il a quatre enfants :
- Gaucher de Choiseul, cité dans une charte de 1407, probablement décédé avant son père sans union ni descendance ;
- Aymé de Choiseul, qui succède à son père ;
- Gérard de Choiseul, qui épouse Raouline de Clefmont, fille et unique héritière de Guy II, seigneur de Clefmont, et de Marguerite de Vieuchâtel, d'où postérité. Par ce mariage, il devient seigneur de Clefmont et est la tige de la branche des Choiseul de Clefmont ;
- Alix de Choiseul, citée dans une charte de 1407. Elle épouse en premières noces Gérard de Dinteville, seigneur d'Echenay d'où postérité. Veuve, elle épouse en secondes noces Pierre de Choiseul, seigneur d'Aigremont, d'où postérité.